# ディエゴ・ジョレンテ
ディエゴ・ハビエル・ジョレンテ・リオス （Diego Javier Llorente Rios、1993年8月16日 - ）は、スペイン・マドリード州マドリード出身のサッカー選手。レアル・ベティス所属。スペイン代表。ポジションはディフェンダー。

## 経歴

### クラブ

#### レアル・マドリード
地元のクラブを経て、2002年7月1日にレアル・マドリードの下部組織に入団した。その後は順調に昇格していき、2012年からレアル・マドリード・カスティージャでプレー、2013年6月1日に行われたプリメーラ・ディビシオンのオサスナ戦でトップチームデビューを果たした。

#### ラージョ
分厚い選手層に阻まれ、トップチームに定着できず、2015年7月14日、ラージョ・バジェカーノに1シーズンの契約でレンタル移籍。2016年1月3日のレアル・ソシエダとのホームゲームでプリメーラ・ディビシオン初得点、2-2の引き分けに持ち込んだ。主力として最終的に33試合に出場、その活躍から完全移籍や売却などはされず、シーズン終了後にレアル・マドリードに復帰。

#### マラガ
更なる経験を積むため、2016年7月8日、マラガCFへのレンタル移籍が発表された。契約期間は1年間。

#### レアル・ソシエダ
2017年6月26日、レアル・ソシエダに移籍した。契約期間は5年間で、2020年まではレアル・マドリードに買戻オプションが付随している。

#### リーズ
2020年9月22日、レアル・ソシエダはジョレンテがリーズ・ユナイテッドFCへ移籍することを発表した。9月24日、リーズ・ユナイテッドFCもジョレンテの加入を発表し、4年契約を結んだ。

#### ローマ
2023年1月31日、ASローマへの買取オプション付きの期限付き移籍が発表された。7月8日、2023-24シーズンもローマにレンタル移籍することが発表された。

#### ベティス
2024年7月9日、レアル・ベティスに移籍した。

### 代表
2016年5月、ビセンテ・デル・ボスケ監督からボスニア・ヘルツェゴビナ代表との親善試合の際に招集された。同月に行われたスイス代表戦でに代わり途中出場、代表初出場となった。
2021年5月24日、UEFA EURO 2020を戦うスペイン代表に招集された。

## 代表歴

### 出場大会
- U-20スペイン代表
  - 2013年 - FIFA U-20ワールドカップ
- スペイン代表
  - 2021年 - UEFA EURO 2020